# Migliori leader per recuperi NBA
In questa pagina sono elencati i 50 giocatori che hanno segnato più recuperi nella stagione regolare NBA dal 1973-1974.
I recuperi segnati nei playoff o nell'ABA non sono inclusi.

## Classifica
Statistiche aggiornate al 14 aprile 2025.
|           | Eletto nella Basketball Hall of Fame                |
| Grassetto | Ancora in attività                                  |
| *         | Giocatore i cui recuperi in ABA non vengono contati |

| #  | Nome              | Recuperi | Partite | Media | Ruolo       | Esordio | Ritiro | Squadre |
| -- | ----------------- | -------- | ------- | ----- | ----------- | ------- | ------ | --- |
| 1  | John Stockton     | 3265     | 1504    | 2,17  | Playmaker   | 1984    | 2003   | Utah Jazz |
| 2  | Chris Paul        | 2717     | 1354    | 2,01  | Playmaker   | 2005    | —      | New Orleans Hornets · Los Angeles Clippers · Houston Rockets · Oklahoma City Thunder · Phoenix Suns · Golden State Warriors · San Antonio Spurs                                                                   |
| 3  | Jason Kidd        | 2684     | 1391    | 1,93  | Playmaker   | 1994    | 2013   | Dallas Mavericks · Phoenix Suns · New Jersey Nets · New York Knicks |
| 4  | Michael Jordan    | 2514     | 1072    | 2,35  | Guardia     | 1984    | 2003   | Chicago Bulls · Washington Wizards |
| 5  | Gary Payton       | 2445     | 1335    | 1,83  | Playmaker   | 1990    | 2007   | Seattle SuperSonics · Milwaukee Bucks · Los Angeles Lakers · Boston Celtics · Miami Heat |
| 6  | LeBron James      | 2345     | 1562    | 1,50  | Ala piccola | 2003    | —      | Cleveland Cavaliers · Miami Heat · Los Angeles Lakers |
| 7  | Maurice Cheeks    | 2310     | 1101    | 2,10  | Playmaker   | 1978    | 1993   | Philadelphia 76ers · San Antonio Spurs · New York Knicks · Atlanta Hawks · New Jersey Nets |
| 8  | Scottie Pippen    | 2307     | 1178    | 1,96  | Ala piccola | 1988    | 2004   | Chicago Bulls · Houston Rockets · Portland Trail Blazers |
| 9  | Clyde Drexler     | 2207     | 1086    | 2,03  | Guardia     | 1983    | 1999   | Portland Trail Blazers · Houston Rockets |
| 10 | Hakeem Olajuwon   | 2162     | 1238    | 1,75  | Centro      | 1984    | 2002   | Houston Rockets · Toronto Raptors |
| 11 | Alvin Robertson   | 2112     | 779     | 2,71  | Guardia     | 1984    | 1996   | San Antonio Spurs · Milwaukee Bucks · Detroit Pistons · Denver Nuggets · Toronto Raptors |
| 12 | Karl Malone       | 2085     | 1476    | 1,41  | Ala grande  | 1985    | 2004   | Utah Jazz · Los Angeles Lakers |
| 13 | Mookie Blaylock   | 2075     | 889     | 2,33  | Guardia     | 1989    | 2002   | New Jersey Nets · Atlanta Hawks · Golden State Warriors |
| 14 | Allen Iverson     | 1983     | 914     | 2,17  | Guardia     | 1996    | 2010   | Philadelphia 76ers · Denver Nuggets · Detroit Pistons · Memphis Grizzlies |
| 15 | Derek Harper      | 1957     | 1199    | 1,63  | Playmaker   | 1983    | 1999   | Dallas Mavericks · New York Knicks · Orlando Magic · Los Angeles Lakers |
| 16 | Russell Westbrook | 1955     | 1237    | 1,58  | Playmaker   | 2008    | —      | Oklahoma City Thunder · Houston Rockets · Washington Wizards · Los Angeles Lakers · Denver Nuggets |
| 17 | Kobe Bryant       | 1944     | 1346    | 1,44  | Guardia     | 1996    | 2016   | Los Angeles Lakers |
| 18 | Isiah Thomas      | 1861     | 979     | 1,90  | Playmaker   | 1981    | 1994   | Detroit Pistons |
| 19 | Kevin Garnett     | 1859     | 1462    | 1,27  | Ala grande  | 1995    | 2016   | Minnesota Timberwolves · Boston Celtics · Brooklyn Nets |
| 20 | Andre Iguodala    | 1765     | 1231    | 1,43  | Ala piccola | 2004    | 2023   | Philadelphia 76ers · Denver Nuggets · Golden State Warriors · Miami Heat |
| 21 | Shawn Marion      | 1759     | 1163    | 1,51  | Ala piccola | 1999    | 2015   | Phoenix Suns · Miami Heat · Toronto Raptors · Dallas Mavericks · Cleveland Cavaliers |
| 22 | Paul Pierce       | 1752     | 1343    | 1,30  | Ala piccola | 1998    | 2017   | Boston Celtics · Brooklyn Nets · Washington Wizards · Los Angeles Clippers |
| 23 | Magic Johnson     | 1724     | 906     | 1,90  | Playmaker   | 1979    | 1996   | Los Angeles Lakers |
| 24 | Ron Artest        | 1721     | 991     | 1,74  | Ala piccola | 1999    | 2017   | Chicago Bulls · Indiana Pacers · Sacramento Kings · Houston Rockets · Los Angeles Lakers · New York Knicks |
| 25 | Ron Harper        | 1716     | 1009    | 1,70  | Guardia     | 1986    | 2001   | Cleveland Cavaliers · Los Angeles Clippers · Chicago Bulls · Los Angeles Lakers |
| 26 | James Harden      | 1715     | 1151    | 1,49  | Guardia     | 2009    | —      | Oklahoma City Thunder · Houston Rockets · Brooklyn Nets · Philadelphia 76ers · Los Angeles Clippers |
| 27 | Fat Lever         | 1666     | 752     | 2,22  | Playmaker   | 1982    | 1994   | Portland Trail Blazers · Denver Nuggets · Dallas Mavericks |
| 28 | Charles Barkley   | 1648     | 1073    | 1,54  | Ala grande  | 1984    | 2000   | Philadelphia 76ers · Phoenix Suns · Houston Rockets |
| 29 | Gus Williams      | 1638     | 825     | 1,99  | Playmaker   | 1975    | 1987   | Golden State Warriors · Seattle SuperSonics · Washington Bullets · Atlanta Hawks |
| 30 | Trevor Ariza      | 1628     | 1118    | 1,46  | Ala piccola | 2005    | 2021   | New York Knicks · Orlando Magic · Los Angeles Lakers · Houston Rockets · New Orleans Hornets · Washington Wizards · Phoenix Suns · Sacramento Kings · Portland Trail Blazers · Oklahoma City Thunder · Miami Heat |
| 31 | Hersey Hawkins    | 1622     | 983     | 1,65  | Guardia     | 1988    | 2001   | Philadelphia 76ers · Charlotte Hornets · Seattle SuperSonics · Chicago Bulls |
| 32 | Eddie Jones       | 1620     | 954     | 1,70  | Guardia     | 1994    | 2008   | Los Angeles Lakers · Charlotte Hornets · Miami Heat · Memphis Grizzlies · Dallas Mavericks |
| 32 | Dwyane Wade       | 1620     | 1054    | 1,53  | Guardia     | 2003    | 2019   | Miami Heat · Cleveland Cavaliers · Chicago Bulls |
| 34 | Rod Strickland    | 1616     | 1094    | 1,48  | Playmaker   | 1988    | 2005   | New York Knicks · San Antonio Spurs · Portland Trail Blazers · Baltimore Bullets · Washington Wizards · Miami Heat · Minnesota Timberwolves · Orlando Magic · Toronto Raptors · Houston Rockets                   |
| 35 | Thaddeus Young    | 1612     | 1172    | 1,38  | Ala grande  | 2007    | —      | Philadelphia 76ers · Minnesota Timberwolves · Brooklyn Nets · Indiana Pacers · Chicago Bulls · San Antonio Spurs · Toronto Raptors                                                                                |
| 36 | Mark Jackson      | 1608     | 1296    | 1,24  | Playmaker   | 1987    | 2004   | New York Knicks · Los Angeles Clippers · Indiana Pacers · Denver Nuggets · Toronto Raptors · Utah Jazz · Houston Rockets                                                                                          |
| 37 | Mike Conley       | 1603     | 1172    | 1,37  | Playmaker   | 2007    | —      | Memphis Grizzlies · Utah Jazz · Minnesota Timberwolves |
| 37 | Jason Terry       | 1603     | 1410    | 1,14  | Guardia     | 1999    | 2018   | Atlanta Hawks · Dallas Mavericks · Boston Celtics · Brooklyn Nets · Sacramento Kings · Houston Rockets · Milwaukee Bucks                                                                                          |
| 39 | Terry Porter      | 1583     | 1274    | 1,24  | Playmaker   | 1985    | 2002   | Portland Trail Blazers · Minnesota Timberwolves · Miami Heat · San Antonio Spurs |
| 40 | Doc Rivers        | 1563     | 864     | 1,81  | Playmaker   | 1983    | 1996   | Atlanta Hawks · Los Angeles Clippers · New York Knicks · San Antonio Spurs |
| 41 | Larry Bird        | 1556     | 897     | 1,73  | Ala piccola | 1979    | 1992   | Boston Celtics |
| 42 | Doug Christie     | 1555     | 827     | 1,88  | Guardia     | 1992    | 2007   | Los Angeles Lakers · New York Knicks · Toronto Raptors · Sacramento Kings · Orlando Magic · Dallas Mavericks · Los Angeles Clippers                                                                               |
| 43 | Stephen Curry     | 1553     | 1026    | 1,51  | Playmaker   | 2009    | —      | Golden State Warriors |
| 44 | Andre Miller      | 1546     | 1304    | 1,18  | Playmaker   | 1999    | 2016   | Cleveland Cavaliers · Los Angeles Clippers · Denver Nuggets · Philadelphia 76ers · Portland Trail Blazers · Washington Wizards · Sacramento Kings · Minnesota Timberwolves · San Antonio Spurs                    |
| 45 | Nate McMillan     | 1544     | 796     | 1,94  | Playmaker   | 1986    | 1998   | Seattle SuperSonics |
| 46 | Paul George       | 1539     | 908     | 1,69  | Ala piccola | 2010    | —      | Indiana Pacers · Oklahoma City Thunder · Los Angeles Clippers · Philadelphia 76ers |
| 47 | Jeff Hornacek     | 1536     | 1077    | 1,43  | Guardia     | 1986    | 2000   | Phoenix Suns · Philadelphia 76ers · Utah Jazz |
| 48 | Vince Carter      | 1530     | 1541    | 0,99  | Guardia     | 1998    | 2020   | Toronto Raptors · New Jersey Nets · Orlando Magic · Phoenix Suns · Dallas Mavericks · Memphis Grizzlies · Sacramento Kings · Atlanta Hawks                                                                        |
| 48 | Baron Davis       | 1530     | 835     | 1,83  | Playmaker   | 1999    | 2012   | Charlotte Hornets · New Orleans Hornets · Golden State Warriors · Los Angeles Clippers · Cleveland Cavaliers · New York Knicks                                                                                    |
| 48 | Chris Mullin      | 1530     | 986     | 1,55  | Ala piccola | 1985    | 2001   | Golden State Warriors · Indiana Pacers |